# Louis-Charles-Auguste Couder

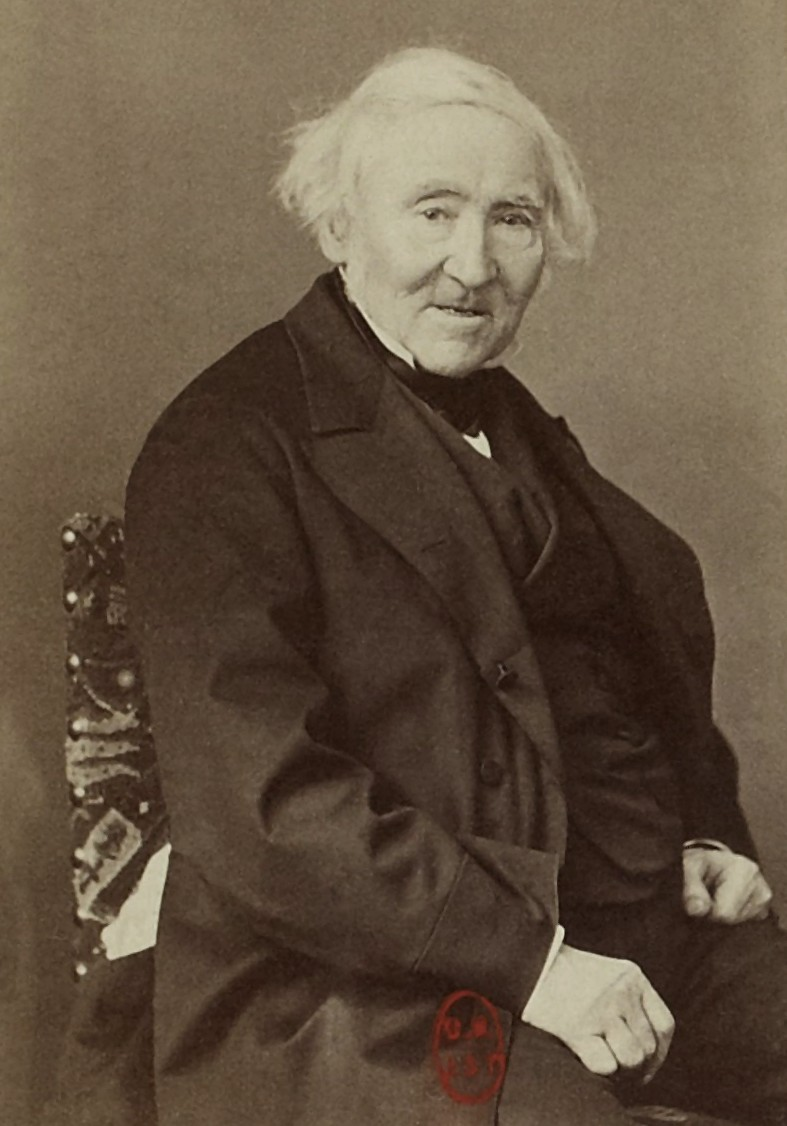
Auguste Couder, ca. 1870

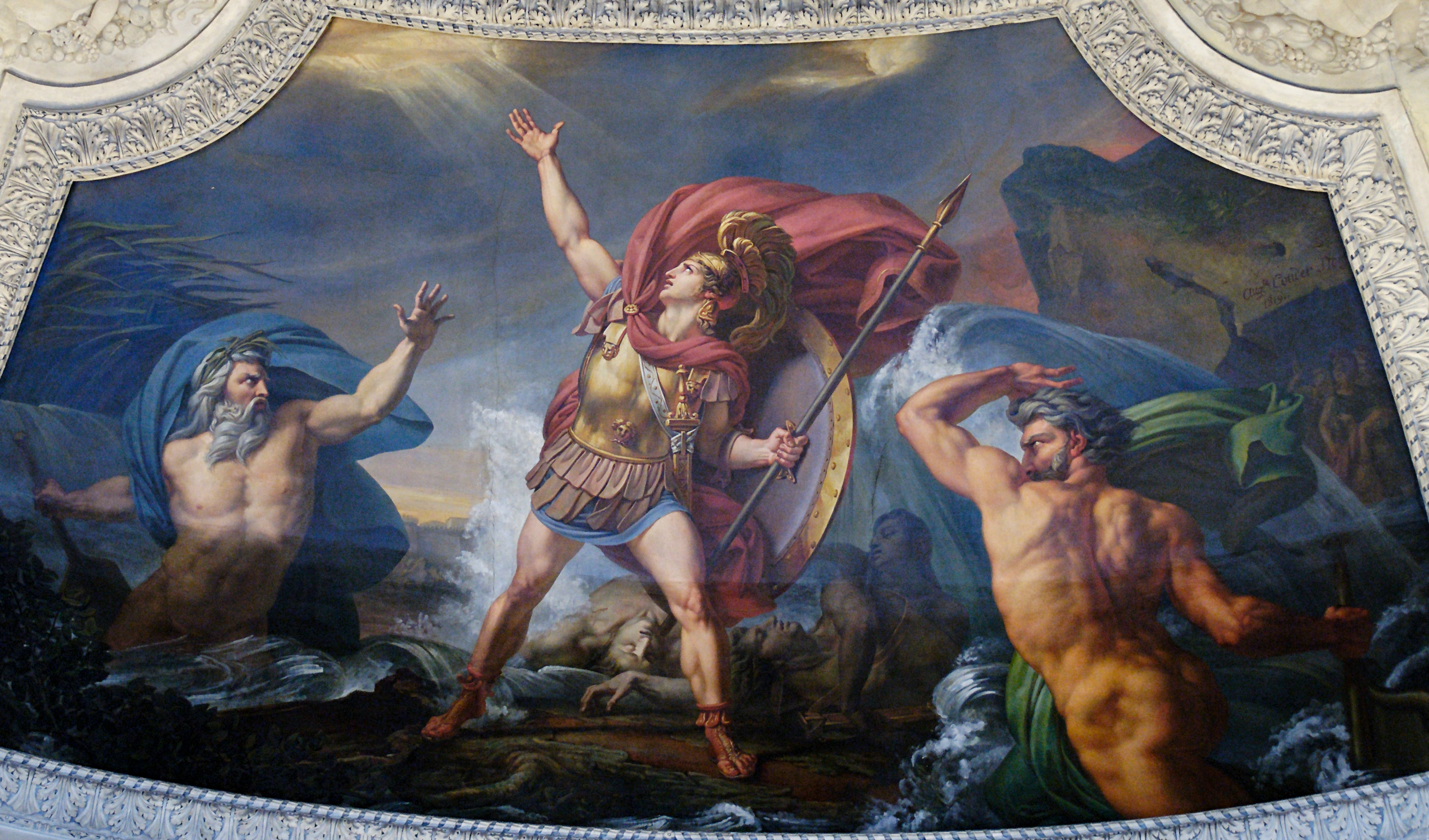
Achilles strijdt tegen Skamandros en Simoeis. Plafondschildering in het Louvre.

Louis-Charles-Auguste Couder (Londen, 1 april 1789- Parijs, 21 juli 1873) was een Frans kunstschilder. 
De ouders van Auguste Couder, voluit Louis-Charles-Auguste Couder, hadden hem een carrière toebedacht als ingenieur bij de Franse genie. Daarom legden zij bij zijn scholing vooral de nadruk op wiskunde. Tekenen was een verplicht onderdeel van zijn studie.  
Hij studeerde eerst in Marseille, de geboorteplaats van zijn moeder. Met toestemming van zijn ouders koos hij voor een opleiding voor kunstenaar nam hij teken- en schilderlessen, eerst bij Jean-Baptiste Regnault en later bij Jacques Louis David.  
Hij exposeerde voor het eerst op de Parijse salon van 1814 met het schilderij De dood van General Moreau. 
In 1817 stelde hij twee werken tentoon op de Parijse salon. De Leviet van Ephraïm en De dood van de schilder Masaccio. Voor het eerste doek kreeg hij een prijs, weliswaar gedeeld met de schilder Abel de Pujol, maar het doek zorgde ervoor dat hij bekend werd. Het schilderij kwam in het Musée du Luxembourg te hangen. 
Vanaf dat moment kreeg hij veel opdrachten, waaronder plafondschilderingen voor de Salon d'Apollon in het Louvre, voorstellende de strijd tussen Hercules en Antaios, de strijd van Achilles tegen Skamandros en Simoeis, en Venus en Vulcanus. 
Deze werden door sommigen negatief beoordeeld. De doeken die hij tussen 1820 en 1827 tentoonstelde oogsten ook niet veel succes en de schilder besloot om naar Duitsland te verhuizen. Hij vestigde zich in München en specialiseerde zich daar in het schilderen van fresco's. 
Na de revolutie van 1830 keert hij terug naar Frankrijk en schilderde hij fresco's in de kerk van Saint-Germain-l’Auxerrois en werkte hij aan een schilderingen in de kerk La Madeleine. 
In 1836 exposeerde hij op de Parijse salon met De slag van Lawfeld en in 1837 met Het beleg van Yorktown, waarop generaal Lafayette en George Washington worden afgebeeld. Allebei de doeken waren geschilderd in opdracht van de Franse staat voor de Galerie des Batailles van het museum van Versailles.
Vanaf 1839 was hij lid van de Académie des Beaux-Arts als opvolger van Langlois. 
In 1840 schilderde hij een portret van Méhémet-Ali, gouverneur van Egypte. 
In 1841 werd hij door de Franse Staat onderscheiden met een benoeming in het Legioen van Eer. Hij exposeerde op de Parijse salons van 1841 en 1844 en na de Februarirevolutie op de Parijse salon in 1848. 
Andere bekende opdrachten waren de restauratie van de muurschilderingen in het kasteel van Fontainebleau, een voorstelling van de Atheense boodschapper van de overwinning bij Marathon (1830), het afscheid van Leonidas (1824), een portret van Frans I van Frankrijk te paard, en een portret van generaal Rampon bij het beleg van Saint-Jean d’Acre. Verder kreeg hij opdrachten voor verschillende kerken, zoals voor de kapel van de Notre-Dame-de-Lorette en La Madeleine.
Hij schreef ook een boek over het nut van de schone kunsten, Considérations sur le but moral des beaux-arts, dat in 1867 werd uitgegeven. 
De ontwerper en architect Amédée Couder was een broer van Auguste. 
Auguste Couder ligt samen met zijn vrouw Cornélie begraven in het op het kerkhof van Père-Lachaise in Parijs. 
Werk van Couder is onder meer te zien in het Louvre, het Fine Arts Museums of San Francisco, de Hermitage in Sint-Petersburg en het Musée Victor-Hugo in Parijs. In de Uffizi in Florence hangt een zelfportret van de schilder.
- Biblioteca Nacional de España: XX1524946
- Bibliothèque nationale de France: cb107045779 (data)
- Gemeinsame Normdatei: 116696486
- International Standard Name Identifier: 0000 0000 6641 8515
- Library of Congress Control Number: nr91029501
- RKD-Nederlands Instituut voor Kunstgeschiedenis: 18699
- SNAC: w64173bs
- Système universitaire de documentation: 079252362
- Union List of Artist Names: 500011490
- Virtual International Authority File: 61536237
- WorldCat: E39PBJgXgfhfRdgp8GqmmwtVG3